# Toonerville Trolley
Toonerville Trolley este o serie de filme de animație inspirată din benzile desenate ale lui Fontaine Fox, făcând parte din seria Rainbow Parade a Van Beuren Studios.
Primul film a fost distribuit de RKO pe 17 ianuarie 1936. O parte din ele sunt disponibile pe laserdisc din 1994 și, mai târziu, pe DVD-ul produs de Image Entertainment în 1999. Katrinka a fost desenată de Joseph Barbera.

## Filmografie
Toate filmele sunt produse în 3-strip Technicolor
| Nr. | Titlu               | Regia                    | Data premierei   | Observații |
| --- | ------------------- | ------------------------ | ---------------- | ---------- |
| 1   | Toonerville Trolley | Burt Gillett, Tom Palmer | 17 ianuarie 1936 |            |
| 2   | Trolley Ahoy        | Tom Palmer               | 3 iulie 1936     |            |
| 3   | Toonerville Picnic  | Burt Gillett             | 2 octombrie 1936 |            |